# 千葉進也
千葉 進也（ちば しんや、1977年12月5日 - ）は、日本の元男子バレーボール選手。

## 来歴
神奈川県横浜市出身。親の勧めで大道中学1年よりバレーボールを始める。釜利谷高校を経て、順天堂大学を卒業後、2000年に堺ブレイザーズ（現・日本製鉄堺ブレイザーズ）へ入団した。
2002年、全日本代表に初選出され、2002年世界選手権に出場。堺ブレイザーズでは主将を務めるかたわら、第12回Vリーグで8年ぶりの優勝に貢献するとともに最高殊勲選手賞を受賞し、2006年に全日本代表に再選出。2006年世界選手権、2007年ワールドカップに出場した。2007年ワールドリーグでは全日本の主将も務めた。
2008年6月25日、グラビアアイドルの番ことみとの結婚を発表。2008/09Vプレミアリーグ 2009年1月31日の東レアローズ戦で、右アキレス腱断裂全治6ヶ月の大怪我を負い、復帰に向けてリハビリに専念していたが、2009年10月末日をもって現役引退、社業専念となった。
2019年、堺の部長に就任した。2021年、2020-21シーズン終了をもってゴーダン・メイフォースが監督を退任したため、自身が監督に就任した。部長には副部長だった清川健一が昇格した。
2024年、契約満了に伴い退任。

## 球歴
- 全日本代表 - 2002年、2006-2007年
  - 世界選手権 - 2002年、2006年
  - ワールドカップ - 2007年
  - ワールドリーグ - 2002年、2006年、2007年

## 受賞歴
- 2005年 - 第12回Vリーグ 最高殊勲選手賞

## 所属チーム
- 神奈川県立釜利谷高等学校
- 順天堂大学
- 堺ブレイザーズ（2000-2009年）